# Luiz Pontes Ribeiro
Luiz Fernando Pontes Ribeiro (Rio de Janeiro, 21 december 1982), beter bekend onder de naam Luizinho, is een voormalig Braziliaans profvoetballer die als middenvelder speelde.
Hij kwam tussen 2002 en 2004 twee seizoenen uit voor Le Havre, maar speelde slechts één wedstrijd. Daarna tekende hij in 2005 voor een half jaar bij de Nederlandse club FC Groningen, maar kreeg geen speeltijd. In de zomer van dat jaar tekende hij een tweejarig contract bij VVV-Venlo, dat destijds uitkwam in de Eerste divisie. Hij speelde er dertig wedstrijden, waarin hij vijf keer scoorde. In 2007 ging hij naar het Hongaarse Lombard-Pápa TFC en in 2009 keerde hij terug naar Brazilië bij Clube Náutico Marcílio Dias.

## Profstatistieken
| Seizoen | Club                        | Land      | Competitie           | Wed. | Goals |
| ------- | --------------------------- | --------- | -------------------- | ---- | ----- |
| 2002/03 | Le Havre AC II              | Frankrijk | CFA                  | -    | -     |
| 2003/04 | Le Havre AC                 | Frankrijk | Ligue 2              | 1    | 0     |
| 2004/05 | FC Groningen                | Nederland | Eredivisie           | 0    | 0     |
| 2005/06 | VVV-Venlo                   | Nederland | Eerste divisie       | 22   | 4     |
| 2006/07 | VVV-Venlo                   | Nederland | Eerste divisie       | 8    | 1     |
| 2007/08 | Lombard-Pápa TFC            | Hongarije | Nemzeti Bajnokság II | -    | -     |
| 2009    | Clube Náutico Marcílio Dias | Brazilië  | Série C              | -    | -     |